# 杉山長谷夫
杉山 長谷夫（すぎやま はせお、1889年（明治22年）8月5日 - 1952年（昭和27年）8月25日）は、日本の作曲家、ヴァイオリニスト、音楽教育者、指揮者。本名は杉山 直樹（すぎやま なおき）。別名として杉山 長谷雄、杉山 はせをという表記も見られる。

## 経歴
愛知県名古屋市出身。1913年（大正2年）東京音楽学校器楽科卒業。安藤幸、アウグスト・ユンケル、ハインリヒ・ヴェルクマイスター、アレクサンドル・モギレフスキーらにヴァイオリンや作曲を師事した。東京音楽学校を卒業後はヴァイオリン奏者として活躍し、高階哲夫、多基永、高勇吉、芝盂泰、多忠亮らと室内楽運動を展開。暁星中学校、俳優学校、陸軍戸山学校などで音楽を教えた。教え子に近藤柏次郎がいる。
作曲家としては本領であるヴァイオリン曲のほか、軍歌、歌曲、歌謡曲、童謡も手がけ、抒情画家・蕗谷虹児の作詞による、花嫁になる女性の哀感を情緒的に表現した童謡『花嫁人形』は少女たちに広く愛唱された。歌謡曲では自ら見出した詩人・勝田香月の詩、オペラ歌手・藤原義江の歌唱によって別れの寂しさを表現した『出船』がヒット。多作であり、SPレコードの録音だけでも百数十曲の作品が確認できる。（杉山長谷夫名義、杉山長谷雄名義、杉山はせを名義合計）。編曲作品も多い。作詞を担当したものもある『花火：杉山長谷夫作詞』。
指揮者としても、録音、演奏会などに出演している。
声楽も嗜んだようで、慶應義塾ワグネル・ソサィエティー第23回定期演奏会（1916年（大正5年））において男声四部合唱（四重唱）を披露した記録がある。（メンバーは澤崎定之、山崎普立、大塚淳、杉山長谷夫）
戦後は日本作曲家協会理事、日本音楽著作権協会理事などを歴任。酒を好み、貴公子然とした風格を持ち、軽妙洒脱でユーモアをたっぷり含んだ語り口と人柄で“殿下”の愛称で親しまれた。

## 主な作品

### 声楽曲
- 『花嫁人形』（1932年[1]） - 蕗谷虹児作詞。
- 『出船』（1928年[3]） - 勝田香月作詞。
- 『つづみ』
- 『大きな力』
- 『月と花』
- 『野の宝庫』
- 『キャラバンの鈴』
- 『ねんねのお里』
- 『もの思い』
- 『傷める紅薔薇』[3]
- 『忘れな草』[8]
- 『苗や苗』[9]

### 校歌等
- 早稲田大学応援歌（仰げよ荘厳）長田幹彦作詞[10]
- 小樽商科大学校歌　時雨音羽作詞[11]
- 鹿児島玉龍高等学校校歌　前田重行作詞[12]
- 静岡県立富士高等学校校歌　勝田香月作詞[13]
- 千葉市立小中台中学校校歌　高橋掬太郎作詞[14]

### オーケストラ
- 『富士箱根の印象』[3]

## 指揮者としての活動

### 録音
- 『独唱：忘れな草』勝田香月（作詞）、杉山長谷夫（作曲）、杉山長谷夫（編曲）、三浦環、杉山長谷夫（指揮）、日本コロムビア交響樂團（コロムビア（戦前）、商品番号 : 35297、1932-06）[8]
- 『出船』勝田香月（作詞）、杉山長谷夫（作曲）、杉山長谷夫（編曲）、柴田秀子、杉山長谷夫（指揮）、日本コロムビア交響樂團（コロムビア（戦前）、商品番号 : 36841、1932-12）
- 『行進遊戯：仰げ御陵威』杉山長谷雄（作曲）、杉山長谷雄（編曲）、杉山長谷雄（指揮）、コロムビア管弦楽団 (コロムビア（戦前）、商品番号 : 33585、1938-09)[5]

### 演奏会
- 1937年（昭和12年）4月19日 東洋音樂學校春季演奏會 グルック『オリドのイフㇶジェニー』日比谷公会堂 指揮：杉山長谷夫[15]
- 1939年（昭和14年）11月15日 關屋敏子オペラコムパニー公演 ヴェルディ『椿姫』日比谷公会堂 指揮：杉山長谷雄[16]